# Katschtal (Kärnten)
In der Gemeinde Rennweg am Katschberg an der Südseite des steilen Katschberg-Passes (1640 m ü. A.) unterscheidet man von West nach Ost drei Landschaften: der (das) Lanisch, die Pölla (das Pöllatal), das Katschtal. „Katschtal“ ist als landschaftliche Bezeichnung für das gesamte Gemeindegebiet üblich.
Der Heimatforscher Norbert Loquenz verweist auf einen historischen Zusammenhang mit dem steirischen Katschtal: Die Chaetzer (Katscher), im Mittelalter Herren der Burg Rouhen Chaetz (Rauchenkatsch), sollen Verwandte der Herren der steirischen Burg Katsch gewesen sein. 
Im Westen des Katschtales, im Lanisch, stehen die östlichsten Dreitausender der Alpen und ganz Mitteleuropas. Der höchste von ihnen ist der Große Hafner (3076 m ü. A.), den man vom Pöllatal aus über die malerischen Lanischseen in einem langen Vormittag erreicht. Knapp vor dem Ziel bietet sich der Grat wie ein scharfes Beil den Blicken dar. Häufiger wird der Hafner jedoch von Süden – dem Maltatal her – bestiegen, wo man bis zur riesigen Kölnbreinsperre einer Mautstraße folgen kann.
Im Gratverlauf der Hafnergruppe bilden den Ostabschluss die Gipfel des Malteiner Sonnblicks (3030 m ü. A.) und des Mittleren Sonnblicks (3000 m ü. A.) eine steile Wasserscheide zwischen den hier nah benachbarten Tälern der Lieser und der Malta.
Blickt man vom Ort Rennweg nach Nordwesten, springt sofort der markante, steile Felsgipfel des Karecks in die Augen, der über dem Katschbergpass aufragt. Links von ihm öffnet sich das bereits erwähnte, liebliche Pölla-Hochtal, das in einigen lokalen Liedern besungen wird. In der Lanisch-Alm entspringt der Fluss Lieser aus einer Felswand, dem Lieserursprung. Kurz nach der Quelle wird ein großer Teil des Wassers durch einen Stollen in die o. g. Kölnbreinsperre ins Maltatal abgeleitet. Von der unterhalb Rennwegs liegenden Talstufe des Rauchenkatsch wiederum sagt man, dass man hier „einen Rock mehr“ anziehen muss.

## Verkehr
Im Katschtal befindet sich die Südeinfahrt der Tauern Autobahn in den Katschbergtunnel.